# Brian Robinson Jr.
Brian Robinson Jr. (Tuscaloosa, Alabama, 22 de marzo de 1999) es un jugador profesional estadounidense de fútbol americano, se desempeña en la posición de running back en Washington Commanders, en la National Football League (NFL).

## Carrera
Fue seleccionado en la tercera ronda en la Reunión Anual de Selección de Jugadores de la NFL de 2022. Hizo su debut profesional con el equipo Washington Commanders, donde lleva jugando dos temporadas.